# Chen Jiaquan

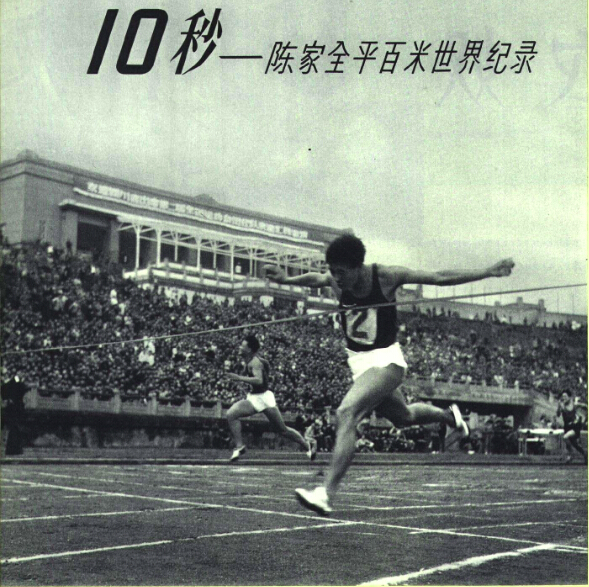
Chen Jiaquan bei seinem Rekordlauf

Chen Jiaquan (chinesisch 陳 / 陈 家全, Pinyin Chén Jiāquán; * 10. Juni 1938 in Wanxian; † 18. Januar 2004 in Jinan) war ein chinesischer Sprinter.
Am 24. Oktober 1965 stellte er in Chongqing mit 10,0 s den Weltrekord über 100 Meter ein. Da die Volksrepublik China damals kein Mitglied der IAAF war, wurde der Rekord nicht ratifiziert.